# بيت زعبل (كحلان عفار)

تعديل مصدري - تعديل

بيت زعبل هي إحدى قرى عزلة كحلان بمديرية كحلان عفار التابعة لمحافظة حجة، بلغ تعداد سكانها 152 نسمة حسب تعداد اليمن لعام 2004.